# Sebastián Sosa
Carlos Sebastián Sosa Silva (ur. 19 sierpnia 1986 w Montevideo) – urugwajski piłkarz z obywatelstwem meksykańskim występujący na pozycji bramkarza, reprezentant Urugwaju, od 2024 roku zawodnik argentyńskiego Vélezu Sarsfield.

## Kariera klubowa
Sosa pochodzi ze stołecznego Montevideo i jest wychowankiem akademii juniorskiej krajowego giganta – zespołu CA Peñarol. Do pierwszej drużyny został włączony w wieku dwudziestu jeden lat przez szkoleniowca Gustavo Matosasa, początkowo pełniąc rolę rezerwowego dla reprezentanta kraju Juana Castillo. W urugwajskiej Primera División zadebiutował wskutek kontuzji konkurenta, 2 grudnia 2007 w zremisowanym 1:1 spotkaniu z Tacuarembó. Wobec braku perspektyw na grę w pierwszym składzie, w styczniu 2008 udał się na roczne wypożyczenie do niżej notowanego Central Español, gdzie pełnił rolę podstawowego golkipera. Po powrocie do Peñarolu jeszcze przez sześć miesięcy był alternatywą dla Pablo Cavallero, lecz potem trener Julio Ribas uczynił go pierwszym bramkarzem ekipy. W sezonie 2009/2010 jako kluczowy piłkarz zdobył z Peñarolem mistrzostwo Urugwaju, zaś w 2011 roku dotarł do finału najbardziej prestiżowych rozgrywek Ameryki Południowej – Copa Libertadores.
Latem 2011 Sosa przeszedł do czołowego argentyńskiego zespołu – Club Atlético Boca Juniors ze stołecznego Buenos Aires, w którego barwach 6 maja 2012 w zremisowanej 2:2 konfrontacji z Atlético Rafaela zadebiutował w argentyńskiej Primera División. Tam spędził rok, będąc wyłącznie rezerwowym dla Agustína Orióna, jednak odniósł z tą ekipą kilka sukcesów – w jesiennym sezonie Apertura 2011 wywalczył mistrzostwo Argentyny, zaś w 2012 roku zdobył krajowy puchar – Copa Argentina, a także po raz drugi z rzędu doszedł do finału Copa Libertadores. Bezpośrednio po tym za sumę 1,75 miliona dolarów został zawodnikiem drużyny Vélez Sarsfield, gdzie szybko wywalczył sobie niepodważalne miejsce między słupkami. Już w pierwszym, jesiennym sezonie Inicial 2012 zdobył z nim drugie w swojej karierze mistrzostwo Argentyny i sukces ten powtórzył również na koniec rozgrywek 2012/2013. W 2013 roku wywalczył z Vélezem superpuchar Argentyny – Supercopa Argentina, ogółem w barwach tego klubu występując przez trzy lata.
W lipcu 2015 Sosa jako wolny zawodnik zasilił meksykański klub CF Pachuca, gdzie jednak nie potrafił wygrać rywalizacji o miejsce między słupkami z rutynowanym Óscarem Perezem i nie zanotował żadnego ligowego występu. Już po upływie pół roku został wypożyczony do drugoligowego zespołu Mineros de Zacatecas, w ramach współpracy pomiędzy obydwoma klubami (posiadającymi wspólnego właściciela – Grupo Pachuca), jednak jego barwy reprezentował zaledwie przez miesiąc, po czym powrócił do Argentyny, na zasadzie wypożyczenia przenosząc się do Rosario Central.
| Sezon     | Klub                          | Kraj      | Rozgrywki        | Mecze | Bramki |
| --------- | ----------------------------- | --------- | ---------------- | ----- | ------ |
| 2007/2008 | CA Peñarol                    | Urugwaj   | Primera División | 1     | 0      |
| 2007/2008 | Central Español               | Urugwaj   | Primera División | 15    | 0      |
| 2008/2009 | Central Español               | Urugwaj   | Primera División | 13    | 0      |
| 2008/2009 | CA Peñarol                    | Urugwaj   | Primera División | 0     | 0      |
| 2009/2010 | CA Peñarol                    | Urugwaj   | Primera División | 32    | 0      |
| 2010/2011 | CA Peñarol                    | Urugwaj   | Primera División | 26    | 0      |
| 2011/2012 | Club Atlético Boca Juniors    | Argentyna | Primera División | 3     | 0      |
| 2012/2013 | Club Atlético Vélez Sarsfield | Argentyna | Primera División | 25    | 0      |
| 2013/2014 | Club Atlético Vélez Sarsfield | Argentyna | Primera División | 34    | 0      |
| 2014      | Club Atlético Vélez Sarsfield | Argentyna | Primera División | 19    | 0      |
| 2015      | Club Atlético Vélez Sarsfield | Argentyna | Primera División | 8     | 0      |
| 2015/2016 | CF Pachuca                    | Meksyk    | Liga MX          | 0     | 0      |
| 2015/2016 | Mineros de Zacatecas          | Meksyk    | Ascenso MX       | 0     | 0      |
| 2016      | Rosario Central               | Argentyna | Primera División |       |        |

## Kariera reprezentacyjna
W styczniu 2003 Sosa został powołany przez szkoleniowca Jorge da Silvę do reprezentacji Urugwaju U-17 na Mistrzostwa Ameryki Południowej U-17. Na boliwijskich boiskach pełnił rolę podstawowego golkipera kadry narodowej, wygrywając rywalizację z Fernando Muslerą i rozegrał sześć z siedmiu możliwych spotkań, przepuszczając w nich siedem goli. Urugwajczycy z bilansem trzech zwycięstw i porażki zajęli wówczas drugie miejsce w pierwszej rundzie, awansując do rundy finałowej; tam jednak spisali się gorzej, notując zwycięstwo i dwie porażki, wskutek czego uplasowali się na ostatniej, czwartej lokacie, nie kwalifikując się na Mistrzostwa Świata U-17 w Finlandii.